# North Leicestershire Football League
De North Leicestershire Football League is een Engelse regionale voetbalcompetitie uit Leicestershire. De competitie werd in 1931 opgericht als de Loughborough & District Amateur Football Alliance. 
Er zijn 5 divisies, waarvan de hoogste zich op het 13de niveau in de Engelse voetbalpiramide bevindt. De kampioen van de Premier Division kan promoveren naar de Leicestershire Senior League. Elke divisie heeft zijn eigen sponsor.

## Bekerwinnaars
Er zijn 2 bekercompetities voor de clubs. De Cobbin Trophy is voor alle eerste teams terwijl de Bonsor Trophy ook voor reserveteams openstaat.
| Seizoen | Cobbin Trophy       | Bonser Trophy    |
| ------- | ------------------- | ---------------- |
| 2000-1  | Hathern             | Birstal Old Boys |
| 2001-2  | Loughborough Towers | Ashby Ivanhoe    |
| 2002-3  | -                   | Ashby Ivanhoe    |
| 2003-4  | Hathern             | Hathern Reserves |
| 2004-5  | Gresley Miners Arms | Hathern Reserves |
| 2005-6  | -                   | -                |